# Liste der Landesstraßen in der Steiermark
Die Liste der Straßen in der Steiermark gibt eine Übersicht über die Straßen im österreichischen Bundesland Steiermark, auf Basis des Amtes der Steirischen Landesregierung. Mit Ausnahme der Autobahnen und Schnellstraßen stehen sämtliche hier aufgelistete Straßen im Eigentum und in der Betreuung des Landes Steiermark.

## Autobahnen
| Bezeich- nung     | Name              | von – nach / Verlauf | Länge in km |
| ----------------- | ----------------- | --- | ----------- |
| A2                | Süd Autobahn      | Landesgrenze zu Niederösterreich bei Schäffern – Landesgrenze zu Kärnten bei Modriach (unterbrochen im Bereich Schäffernsteig – Markt Allhau) |             |
| A9                | Pyhrn Autobahn    | Landesgrenze zu Oberösterreich / Bosrucktunnel – Selzthal – Leibnitz – Spielfeld / Staatsgrenze zu Slowenien                                  |             |
| Gesamtlänge in km | Gesamtlänge in km | Gesamtlänge in km | 307,7       |

## Schnellstraßen
| Bezeich- nung     | Name                        | von – nach / Verlauf                                         | Länge in km |
| ----------------- | --------------------------- | ------------------------------------------------------------ | ----------- |
| S6                | Semmering Schnellstraße     | Landesgrenze zu Niederösterreich bei Semmering – St. Michael |             |
| S7                | Fürstenfelder Schnellstraße | Knoten Riegersdorf - Dobersdorf Anbindung B65                |             |
| S35               | Brucker Schnellstraße       | (S6) Bruck an der Mur – Peggau (A9)                          |             |
| S36               | Murtal Schnellstraße        | St. Michael – Judenburg                                      |             |
| Gesamtlänge in km | Gesamtlänge in km           | Gesamtlänge in km                                            | 151,1       |

## Landesstraßen B
| Bezeich- nung     | Name                             | von – nach / Verlauf                                                                                          | Länge in km |
| ----------------- | -------------------------------- | --- | ----------- |
| B20               | Mariazeller Straße               | Landesgrenze zu Niederösterreich bei Mitterbach am Erlaufsee – Hafendorf, Einmündung in die S6                |             |
| B21               | Gutensteiner Straße              | Landesgrenze zu Niederösterreich bei Terz (Gemeinde St. Aegyd am Neuwalde) – Mariazell, Einmündung in die B20 |             |
| B23               | Lahnsattel Straße                | Mürzzuschlag, Abzweigung von der S6 – Lahnsattel, Landesgrenze zu Niederösterreich                            |             |
| B24               | Hochschwab Straße                | Gußwerk, Abzweigung von der B20 – Palfau, Einmündung in die B25                                               |             |
| B25               | Erlauftal Straße                 | Landesgrenze zu Niederösterreich bei Mendling – Mooslandl, Einmündung in die B115                             |             |
| B50               | Burgenland Straße                | Landesgrenze zum Burgenland bei Markt Allhau – Hartberg, Einmündung in die B54                                |             |
| B54               | Wechsel Straße                   | Landesgrenze zu Niederösterreich bei Mönichkirchen – Ludersdorf, Einmündung in die B65                        |             |
| B57               | Güssinger Straße                 | Landesgrenze zum Burgenland bei Welten (Gemeinde St. Martin an der Raab) – Feldbach, Einmündung in die B66    |             |
| B63               | Steinamangerer Straße            | Pinggau, Abzweigung von der B54 – Landesgrenze zum Burgenland bei Sinnersdorf                                 |             |
| B64               | Rechberg Straße                  | Frohnleiten, Abzweigung von der S35 – Gleisdorf, Einmündung in die B54                                        |             |
| B65               | Gleisdorfer Straße               | Graz/St. Leonhard, Abzweigung von der B67a – Ilz, Einmündung in die A2                                        |             |
| B66               | Gleichenberger Straße            | Ilz, Abzweigung B65 – Unterpurkla, Einmündung in die B69                                                      |             |
| B67               | Grazer Straße                    | Friesach (Gemeinde Gratkorn), Abzweigung von der S35 – Spielfeld, Staatsgrenze zu Slowenien                   |             |
| B67a              | Grazer Ring Straße               | Graz/St. Gotthard, Abzweigung von der B67 – Graz/Webling, Einmündung in die B70                               |             |
| B67b              | Kalvariengürtel Straße           | Graz/Kalvariengürtel, Abzweigung von der B67 – Graz/Grabengürtel, Einmündung in die B67a                      |             |
| B67c              | Waltendorfer Straße              | Graz/Karlauergürtel, Abzweigung von der B67 – Graz/Waltendorf, Einmündung in die B67a                         |             |
| B68               | Feldbacher Straße                | Gleisdorf, Abzweigung von der B65 – Feldbach, Einmündung in die B66                                           |             |
| B68a              | Querspange Saaz                  | Saaz, Abzweigung von der L201 – Feldbach, Einmündung in die B68                                               |             |
| B69               | Südsteirische Grenz Straße       | Landesgrenze zu Kärnten bei Soboth – Staatsgrenze zu Slowenien in Bad Radkersburg                             |             |
| B70               | Packer Straße                    | Graz/Gürtelturmplatz, Abzweigung von der B67 – Landesgrenze zu Kärnten am Packsattel                          |             |
| B71               | Zellerrain Straße                | Landesgrenze zu Niederösterreich bei Zellerrain – Mariazell, Einmündung in die B20                            |             |
| B72               | Weizer Straße                    | Graz/Geidorf, Abzweigung von der B67a – Mitterdorf im Mürztal, Einmündung in die S6                           |             |
| B73               | Kirchbacher Straße               | Graz/Liebenau, Abzweigung von der A2 – Gralla, Einmündung in die B67                                          |             |
| B74               | Sulmtal Straße                   | Gralla, Abzweigung von der A9 – Deutschlandsberg, Einmündung in die B76                                       |             |
| B75               | Glattjoch Straße                 | Trautenfels, Abzweigung von der B320 – Niederwölz, Einmündung in die B96                                      |             |
| B76               | Radlpass Straße                  | Lieboch, Abzweigung von der B70 – Staatsgrenze zu Slowenien am Radlpass                                       |             |
| B77               | Gaberl Straße                    | Hetzendorf, Abzweigung von der S36 – Köflach, Einmündung in die B70                                           |             |
| B78               | Obdacher Straße                  | Aichdorf, Abzweigung von der S36 – Landesgrenze zu Kärnten am Obdacher Sattel                                 |             |
| B92               | Görtschitztal Straße             | St. Marein ob Neumarkt, Abzweigung von der B317 – Mühlen, Landesgrenze zu Kärnten                             |             |
| B95               | Turracher Straße                 | Landesgrenze zu Kärnten auf der Turracher Höhe – Predlitz, Landesgrenze zu Salzburg                           |             |
| B96               | Murtal Straße                    | Scheifling, Abzweigung von der B317 – Seetal, Landesgrenze zu Salzburg                                        |             |
| B97               | Murauer Straße                   | Murau, Abzweigung von der B96 – Predlitz, Einmündung in die B95                                               |             |
| B113              | Schoberpass Straße               | St. Michael in der Obersteiermark, Abzweigung von der B116 – Liezen, Einmündung in die B320                   |             |
| B114              | Triebener Straße                 | Trieben, Abzweigung von der B113 – St. Peter ob Judenburg, Einmündung in die B317                             |             |
| B114a             | Triebener Straße-Abzweigung Pöls | Pöls, Abzweigung von der B114 – St. Georgen ob Judenburg, Einmündung in die B317                              |             |
| B115              | Eisen Straße                     | Landesgrenze zu Oberösterreich – Traboch, Abzweigung von der B113                                             |             |
| B115a             | Donawitzer Straße                | Trofaiach, Abzweigung von der B115 – Leoben, Einmündung in die B116                                           |             |
| B116              | Leobener Straße                  | St. Marein im Mürztal, Abzweigung von der S6 – St. Michael in der Obersteiermark, Einmündung in die B113      |             |
| B117              | Buchauer Straße                  | Altenmarkt bei St. Gallen, Abzweigung von der B115 – Admont, Einmündung in die B146                           |             |
| B138              | Pyhrnpass Straße                 | Landesgrenze zu Oberösterreich am Pyhrnpass – Liezen, Einmündung in die B320                                  |             |
| B145              | Salzkammergutstraße              | Landesgrenze zu Oberösterreich am Pötschenpass – Trautenfels, Einmündung in die B320                          |             |
| B146              | Gesäuse Straße                   | Liezen, Abzweigung von der B320 – Hieflau, Einmündung in die B115                                             |             |
| B317              | Friesacher Straße                | Judenburg, Abzweigung von der S36 – Landesgrenze zu Kärnten bei Dürnstein in der Steiermark                   |             |
| B319              | Fürstenfelder Straße             | Ilz, Abzweigung von der A2 – Landesgrenze zum Burgenland bei Fürstenfeld                                      |             |
| B320              | Ennstal Straße                   | Landesgrenze zu Salzburg bei Mandling (Gemeinde Radstadt) – Liezen, Einmündung in die B146                    |             |
| B335              | Brucker Ersatzstraße             | Stausee, Abzweigung von der S35 – Röthelstein, Einmündung in die S35                                          | −           |
| Gesamtlänge in km | Gesamtlänge in km                | Gesamtlänge in km                                                                                             | 1.582       |

## Landesstraßen L
| Bezeich- nung     | Name                                            | von – nach / Verlauf | Länge in km |
| ----------------- | ----------------------------------------------- | --- | ----------- |
| L101              | Josef-Heißl-Straße                              | Leoben, Abzweigung von der B116 – St. Erhard, Einmündung in die S6                                                                           | 2,73        |
| L102              | Veitscherstraße                                 | Mitterdorf im Mürztal, Abzweigung von der B72 – Untere Au, Einmündung in die B20                                                             |             |
| L103              | Preiner-Gscheid-Straße                          | Kapellen, Abzweigung von der B23 – Landesgrenze zu Niederösterreich am Preiner Gscheid                                                       |             |
| L104              | Breitenauerstraße                               | Mautstatt, Abzweigung von der L121 – St. Georgen, Einmündung in die B72                                                                      | 48,15       |
| L111              | Tragößerstraße                                  | Berndorf, Abzweigung von der B116 – Tragöß-Oberort                                                                                           |             |
| L112              | Erlaufseestraße                                 | St. Sebastian, Abzweigung von der B20 – Bärenkogel, Einmündung in die B71                                                                    |             |
| L113              | Niederalplstraße                                | Mürzsteg, Abzweigung von der B23 – Wegscheid, Einmündung in die B20                                                                          |             |
| L114              | Schanzsattelstraße                              | Hadersdorf, Abzweigung von der L118 – Birkfeld, Einmündung in die B72                                                                        |             |
| L115              | Allerheiligenstraße                             | Mürzhofen, Abzweigung von der L118 – Blumenta, Einmündung in die L114                                                                        |             |
| L116              | Edlingerstraße                                  | St. Peter-Freienstein, Abzweigung von der B115a – Seiz, Einmündung in die B113                                                               |             |
| L117              | Pfaffensattelstraße                             | Jauern, Abzweigung von der L118 – Rettenegg, Einmündung in die L407                                                                          |             |
| L118              | Semmering Begleitstraße                         | Landesgrenze zu Niederösterreich am Semmering – Gassing, Einmündung in die B116                                                              |             |
| L121              | Brucker Begleitstraße Schweizgraben, Rampen     | 1. Teilstück Bruck, Abzweigung von der S35 – Schweizgraben, Einmündung in die S35; 2. Teilstück Röthelstein, Abzweigung von der S35 – Peggau | 36,115      |
| L122              | Proleberstraße Einbahnast                       | Leoben, Abzweigung von der B116 – Niklasdorf, Einmündung in die B116                                                                         |             |
| L123              | Stollinggrabenstraße                            | St. Marein im Mürztal, Abzweigung von der L118 – Turnau, Einmündung in die L102                                                              |             |
| L124              | Thullinerstraße                                 | Turnau, Abzweigung von der L102 – Draiach, Einmündung in die B20                                                                             |             |
| L125              | St. Ilgener-Straße                              | Thörl, Abzweigung von der B20 – St. Ilgen |             |
| L126              | Etmißlerstraße                                  | Büchsengut, Abzweigung von der L125 – Etmißl                                                                                                 |             |
| L127              | Radmerstraße                                    | Unterjassingau, Abzweigung von der B115 – Radmer an der Stube                                                                                |             |
| L128              | Höllkogelstraße                                 | Höllkogel, Abzweigung von der B72 – Lentkreuz                                                                                                |             |
| L129              | Altenbergerstraße                               | Stojen, Abzweigung von der L103 – Knappendorf                                                                                                |             |
| L130              | Schwöbingerstraße                               | Feistritzhof, Abzweigung von der L118 – Schwöbing, Einmündung in die B72                                                                     |             |
| L131              | Brunnalmstraße                                  | Veitsch, Abzweigung von der L102 – Parkplatz Brunnalm                                                                                        |             |
| L132              | Graschnitzerstraße                              | St. Marein im Mürztal, Abzweigung von der L118 – Graschnitz                                                                                  |             |
| L133              | Mixnitzerstraße                                 | Mautstatt, Abzweigung von der L104 – Mixnitz, Einmündung in die L121                                                                         | 2,35        |
| L134              | Kerpelystraße                                   | Leoben, Abzweigung von der B116 – Donawitz, Einmündung in die B115a                                                                          |             |
| L135              | Krieglacherstraße                               | Krieglach Krieglach, Abzweigung von der B72 – Krieglach, Einmündung in die B72                                                               |             |
| L136              | Aflenzerstraße                                  | Jauring, Abzweigung von der B20 – Zöbriach, Einmündung in die B20                                                                            |             |
| L137              | Jasnitzstraße                                   | Allerheiligen im Mürztal, Abzweigung von der L115 – Eibeggwirt                                                                               |             |
| L138              | Parschlugstraße Hafendorf                       | Hafendorf, Abzweigung von der B116 – St. Lorenzen im Mürztal, Einmündung in die L123                                                         |             |
| L201              | Berndorferstraße                                | Feldbach, Abzweigung von der B66 – Studenzen, Einmündung in die B68                                                                          |             |
| L202              | Kirchbergerstraße                               | Kirchberg, Abzweigung von der L201 – Kirchbach, Einmündung in die B73                                                                        |             |
| L203              | Ottersbacherstraße                              | Glatzau, Abzweigung von der B73 – Mureck, Einmündung in die B69                                                                              |             |
| L204              | Radkersburgerstraße Fehring                     | Fehring, Abzweigung von der B57 – Bad Radkersburg, Einmündung in die B69                                                                     |             |
| L205              | Laafelderstraße                                 | Bad Radkersburg, Abzweigung von der L204 – Staatsgrenze zu Slowenien in Sicheldorf                                                           |             |
| L206              | Stradenerstraße                                 | Gosdorf, Abzweigung von der B69 – Karbach, Einmündung in die B66                                                                             |             |
| L207              | Fehringerstraße                                 | Fehring, Abzweigung von der L204 – Fürstenfeld, Einmündung in die B319                                                                       |             |
| L208              | Perbersdorferstraße                             | Gosdorf, Abzweigung von der B69 – Landscha, Einmündung in die B67                                                                            |             |
| L208a             | Perbersdorferstraße                             | St. Veit am Vogau Wagendorf, Abzweigung von der L208 – Vogau, Einmündung in die B67                                                          |             |
| L211              | Gnaserstraße                                    | Unterweißenbach, Abzweigung von der L201 – Weixelbaum, Einmündung in die B69                                                                 |             |
| L212              | Höllgrundstraße                                 | St. Stefan im Rosental, Abzweigung von der L203 – Gnas, Einmündung in die L211                                                               |             |
| L213              | Saßtalstraße                                    | Ungerdorf, Abzweigung von der L203 – Weinburg am Saßbach, Einmündung in die L208                                                             |             |
| L214              | Murecker Grenzstraße                            | Mureck, Abzweigung von der B69 – Staatsgrenze zu Slowenien                                                                                   |             |
| L215              | Zipreinerstraße                                 | Ziprein, Abzweigung von der B73 – Wildon, Einmündung in die B67                                                                              |             |
| L216              | Paldauerstraße                                  | Saaz, Abzweigung von der L201 – St. Stefan im Rosental, Einmündung in die L203                                                               |             |
| L217              | Katzendorferstraße                              | Gnas, Abzweigung von der L211 – Sulz, Einmündung in die B66                                                                                  |             |
| L218              | Pöllauerstraße                                  | Pöllau, Abzweigung von der L203 – Gnas, Einmündung in die L211                                                                               |             |
| L219              | Kölldorferstraße                                | Sulz, Abzweigung von der B66 – Kölldorf, Einmündung in die L204                                                                              |             |
| L221              | Johnsdorferstraße                               | Feldbach, Abzweigung von der B66 – Brunn, Einmündung in die L207                                                                             |             |
| L222              | Jennersdorferstraße                             | Brunn, Abzweigung von der L207 – Laritzgraben, Landesgrenze zum Burgenland                                                                   |             |
| L223              | Lammerstraße                                    | Klöchigraben, Abzweigung von der L222 – Hartegg, Landesgrenze zum Burgenland                                                                 |             |
| L224              | Hatzendorferstraße                              | Hatzendorf, Abzweigung von der L207 – Riegersburg, Einmündung in die B66                                                                     |             |
| L225              | Hartmannsdorferstraße                           | Kornberg, Abzweigung von der B66 – Markt Hartmannsdorf, Einmündung in die L366                                                               |             |
| L226              | Altenmarkterstraße                              | Hart, Abzweigung von der B57 – Riegersburg, Einmündung in die B66                                                                            |             |
| L228              | Oedterstraße                                    | Feldbach, Abzweigung von der L201 – Katzendorf, Einmündung in die L217                                                                       |             |
| L229              | Krusdorferstraße                                | Gnas, Abzweigung von der L211 – Graben, Einmündung in die L206                                                                               |             |
| L230              | Poppendorferstraße                              | Katzendorf, Abzweigung von der L217 – Krusdorf, Einmündung in die L229                                                                       |             |
| L231              | Gutendorferstraße                               | Fehring, Abzweigung von der L207 – Kapfenstein, Einmündung in die L204                                                                       |             |
| L232              | Neustifterstraße                                | Kölldorf, Abzweigung von der L204 – Haselmühle, Landesgrenze zum Burgenland                                                                  |             |
| L233              | Karbacherstraße                                 | Karbach, Abzweigung von der L206 – Linzensei, Einmündung in die L206                                                                         |             |
| L234              | Klöcherstraße                                   | Halbenrain, Abzweigung von der B69 – Deutsch Haseldorf, Einmündung in die L204                                                               |             |
| L235              | Steintalstraße                                  | Drauchen, Abzweigung von der L234 – Pichla, Einmündung in die L204                                                                           |             |
| L236              | Gosdorferstraße                                 | Gosdorf, Abzweigung von der L206 – Gosdorfau, Einmündung in die L203                                                                         |             |
| L237              | Edelsbacherstraße, Edelsbach bei Feldbach       | Paurach, Abzweigung von der B68 – Oberreith                                                                                                  |             |
| L238              | Kohldorferstraße                                | Edelstauden, Abzweigung von der B73 – Pirkwiesen, Einmündung in die L367                                                                     |             |
| L239              | Prädibergstraße                                 | Hohewart, Abzweigung von der L211 – Hirsdorf, Einmündung in die L228                                                                         |             |
| L240              | Dedenitzerstraße                                | Sicheldorf, Abzweigung von der L205 – Zelting, Einmündung in die L261                                                                        |             |
| L241              | Breitenfelderstraße                             | Pelzerberg, Abzweigung von der B66 – Haide, Einmündung in die L442                                                                           |             |
| L242              | Leitersdorferstraße                             | Klausen, Abzweigung von der B66 – Bergl, Einmündung in die B66                                                                               |             |
| L243              | Gossendorferstraße                              | Edersgraben, Abzweigung von der L242 – Gossendorf                                                                                            |             |
| L244              | Eichköglstraße                                  | Fladnitz im Raabtal, Abzweigung von der B68 – Eichkögl                                                                                       |             |
| L245              | Petersdorferstraße                              | Kirchberg an der Raab, Abzweigung von der L201 – Pirkwiesen, Einmündung in die L367                                                          |             |
| L246              | Lichendorferstraße                              | Kirchberg an der Raab, Abzweigung von der L202 – Lichendorf, Einmündung in die L216                                                          |             |
| L247              | Labilltalstraße                                 | Seibuttendorf, Abzweigung von der B73 – Heiligenkreuz am Waasen, Einmündung in die L628                                                      |             |
| L248              | Rohrstraße                                      | Rohr, Abzweigung von der B68 – Reith, Einmündung in die L201                                                                                 |             |
| L249              | Reitherstraße                                   | Reith, Abzweigung von der L201 – Paldau, Einmündung in die L216                                                                              |             |
| L250              | Kohlbergstraße                                  | Obergnas, Abzweigung von der L212 – Paldau, Einmündung in die L216                                                                           |             |
| L251              | Trautmannsdorferstraße                          | Gleichenberg Dorf, Abzweigung von der B66 – Blödenbach, Einmündung in die L217                                                               |             |
| L252              | Bad Gleichenbergerstraße                        | Gleichenberg Dorf, Abzweigung von der B66 – Bad Gleichenberg                                                                                 |             |
| L253              | Edlastraße                                      | Dietersdorf am Gnasbach, Abzweigung von der L211 – St. Peter am Ottersbach, Einmündung in die L203                                           |             |
| L254              | Trössingstraße                                  | Puchenstein, Abzweigung von der L211 – Perbersdorf, Einmündung in die L253                                                                   |             |
| L255              | Johannisbrunnenstraße                           | Johannisbrunn Hof bei Straden, Abzweigung von der B66 – Schwemm, Einmündung in die L233                                                      |             |
| L256              | Fruttenerstraße                                 | Hof bei Straden, Abzweigung von der B66 – Weinberg, Einmündung in die L204                                                                   |             |
| L257              | Pichlastraße                                    | Frutten, Abzweigung von der L256 – Deutsch Haseldorf, Einmündung in die L204                                                                 |             |
| L258              | Laasenerstraße                                  | Puxa, Abzweigung von der B66 – Jörgen, Einmündung in die L235                                                                                |             |
| L259              | Purklastraße                                    | Oberpurkla, Abzweigung von der B66 – Klöch, Einmündung in die L234                                                                           |             |
| L260              | Pöltenerstraße                                  | Pölten, Abzweigung von der L204 – Klöch, Einmündung in die L234                                                                              |             |
| L261              | Zeltingerstraße                                 | Bad Radkersburg, Abzweigung von der L204 – Staatsgrenze zu Slowenien bei Zelting                                                             |             |
| L262              | Dietzenerstraße                                 | Halbenrain, Abzweigung von der B69 – Dietzen                                                                                                 |             |
| L263              | Unterpurklastraße                               | Bachbrucken, Abzweigung von der B69 – Großgharter, Einmündung in die B66                                                                     |             |
| L264              | Radochenerstraße                                | Weixelbaum, Abzweigung von der B69 – Radochen, Einmündung in die B66                                                                         |             |
| L265              | Diepersdorferstraße                             | Diepersdorf, Abzweigung von der B69 – Salsach, Einmündung in die L211                                                                        |             |
| L266              | Nägelsdorferstraße                              | Wieden, Abzweigung von der L206 – Hofstätten bei Deutsch Goritz, Einmündung in die L211                                                      |             |
| L267              | Glojacherstraße                                 | Wölferberg, Abzweigung von der L616 – Glojach                                                                                                |             |
| L268              | Rosenbergstraße                                 | St. Peter am Ottersbach, Abzweigung von der L203 – Leitersdorf, Einmündung in die L624                                                       |             |
| L269              | Weinburgstraße                                  | Wittmannsdorf, Abzweigung von der L203 – Weinburg, Einmündung in die L208                                                                    |             |
| L270              | Lembacherstraße                                 | Stang bei Hatzendorf, Abzweigung von der L224 – Kropfberg, Einmündung in die L241                                                            |             |
| L271              | Seibersdorferstraße                             | Streitfeld, Abzweigung von der B69 – Hainsdorf, Einmündung in die L285                                                                       |             |
| L272              | Tiefernitzerstraße                              | Mehlteuer, Abzweigung von der L202 – Lamm |             |
| L273              | Perlsdorferstraße                               | Paldau, Abzweigung von der L216 – Fischa, Einmündung in die L211                                                                             |             |
| L274              | Schwabauerstraße                                | Krusdorf, Abzweigung von der L229 – Nägelsdorf, Einmündung in die L266, Nägelsdorferstraße                                                   |             |
| L275              | Kronnersdorferstraße                            | Kronnersdorf, Abzweigung von der L274 – Wieden, Einmündung in die L206                                                                       |             |
| L276              | Waldsbergerstraße                               | Blödenbach, Abzweigung von der L217 – Haag, Einmündung in die B66                                                                            |             |
| L277              | Raningerstraße                                  | Lichtenbergen, Abzweigung von der L229 – Hartwald, Einmündung in die L218                                                                    |             |
| L278              | Aschauerstraße                                  | Höllgrund, Abzweigung von der L212 – Oberzirknitz, Einmündung in die L218                                                                    |             |
| L279              | Radischerstraße                                 | Unterauersbach, Abzweigung von der L218 – Bierbaum, Einmündung in die L254                                                                   |             |
| L280              | Wittmannsdorferstraße                           | Edla, Abzweigung von der L253 – Wittmannsdorf, Einmündung in die L203                                                                        |             |
| L281              | Thienerstraße                                   | Grabersdorf, Abzweigung von der L211 – Thien                                                                                                 |             |
| L284              | Hummersdorferstraße                             | Dornau, Abzweigung von der B69 – Neuhummersdorf, Einmündung in die L204                                                                      |             |
| L285              | Hainsdorferstraße                               | Dornhof, Abzweigung von der B69 – Brunnsee, Einmündung in die L208                                                                           |             |
| L286              | Lugitscherstraße                                | Wiersdorf, Abzweigung von der L203 – Lugitsch                                                                                                |             |
| L287              | Weineggerstraße                                 | Schloss Hainfeld, Abzweigung von der B57 – Weinegg, Einmündung in die L242                                                                   |             |
| L301              | Hitzendorferstraße Hitzendorf, Berndorf, Söding | Graz/Hohenstaufengasse, Abzweigung von der B67 – Pichling bei Mooskirchen, Einmündung in die B70                                             |             |
| L302              | Judendorferstraße Richtungsfahrbahn             | Graz/Gösting, Abzweigung von der B67 – Gratkorn, Einmündung in die A9                                                                        |             |
| L303              | Predingerstraße                                 | Seiersberg, Abzweigung von der B70 – Gleinstätten, Einmündung in die B74                                                                     |             |
| L304              | Dietersdorferstraße                             | Lieboch, Abzweigung von der B76 – Dietersdorf, Einmündung in die L303                                                                        |             |
| L305              | Mareinerstraße                                  | Laßnitzhöhe, Abzweigung von der A2 – Studenzen, Einmündung in die L201                                                                       |             |
| L311              | Autalerstraße                                   | Graz-Messendorf, Abzweigung von der B67a – Laßnitzhöhe, Einmündung in die A2                                                                 |             |
| L312              | Fernitzerstraße                                 | Dörfla, Abzweigung von der B73 – Kalsdorf bei Graz, Einmündung in die B67                                                                    |             |
| L313              | Seiersbergerstraße                              | Neuseiersberg, Abzweigung von der L323 – Seiersberg, Einmündung in die B70                                                                   |             |
| L314              | Schilcherweinstraße                             | Krottendorf bei Ligist, Abzweigung von der B70 – Stainz, Einmündung in die B76                                                               |             |
| L315              | Stübinggrabenstraße Söding                      | Söding, Abzweigung von der B70 – Friesach, Einmündung in die B67                                                                             |             |
| L316              | St. Bartholomä-Straße                           | Gratwein, Abzweigung von der L302 – Bernau, Einmündung in die L315                                                                           |             |
| L317              | Lobmingstraße                                   | Krems, Abzweigung von der B70 – Stallhofen, Einmündung in die L315                                                                           |             |
| L318              | Semriacherstraße                                | Friesach, Abzweigung von der B67 – Seilnergraben, Einmündung in die B64                                                                      |             |
| L319              | Radegunderstraße St. Radegund                   | Faßlberg, Abzweigung von der B72 – Plenzengreith                                                                                             |             |
| L320              | Teichalmstraße                                  | Schremszottler, Abzweigung von der B64 – Eglauer-Klösch, Einmündung in die L104                                                              |             |
| L321              | Süd-Gürtelstraße                                | Graz-Straßgang, Abzweigung von der B70 – Graz-Puntigam, Einmündung in die B67                                                                |             |
| L323              | Neuseiersbergerstraße                           | Neuseiersberg, Abzweigung von der L313 – Graz/Straßgang, Einmündung in die Hafnerstraße                                                      |             |
| L324              | Stiftingtalstraße                               | Graz-St. Leonhard, Abzweigung von der B65 – Graz-Mariatrost, Einmündung in die B72                                                           |             |
| L325              | Lustbühelstraße                                 | Graz-Waltendorf, Abzweigung von der B67a – Autal, Einmündung in die L311                                                                     |             |
| L326              | Hönigtalstraße                                  | Schillingsdorf, Abzweigung von der B65 – Laßnitzhöhe, Einmündung in die L311                                                                 |             |
| L327              | Ragnitzstraße                                   | Graz-St. Leonhard, Abzweigung von der B65 – Hönigtal, Einmündung in die L326                                                                 |             |
|                   |                                                 | |             |
| L329              | Rinneggerstraße                                 | Graz-Andritz (B67a) – St. Radegund bei Graz, Einmündung in die L319                                                                          |             |
| L330              | Neustifterstraße                                | Graz/Neustift, Abzweigung von der L329 – Graz/St. Gotthard, Einmündung in die L328                                                           |             |
| L331              | Thalerseestraße                                 | Graz/Gösting, Abzweigung von der B67 – Graz/Wetzelsdorf, Einmündung in die L301                                                              |             |
| L332              | Oswalderstraße                                  | Judendorf-Straßengel, Abzweigung von der L302 – St. Oswald bei Plankenwarth, Einmündung in die L316                                          |             |
| L333              | Straßgangerstraße                               | Graz/Gösting, Abzweigung von der L331 – Graz/Straßgang, Einmündung in die B70                                                                |             |
| L333a             | Weblingerstraße                                 | Graz/Straßganger Straße, Abzweigung von der L333 – Graz/Kärntner Straße, Einmündung in die B70                                               |             |
| L333b             | Peter-Tunner-Gasse                              | Graz/Wiener Straße, Abzweigung von der B67 – Graz/Alte Poststraße, Einmündung in die L333                                                    |             |
| L333c             | Eggenbergerstraße                               | Graz/Bahnhofgürtel, Abzweigung von der B67 – Graz/Alte Poststraße, Einmündung in die L333                                                    |             |
| L334              | Kleinstübingerstraße                            | Gratwein, Abzweigung von der L302 – Deutschfeistritz, Einmündung in die L385                                                                 |             |
| L335              | Reinerstraße                                    | Gratwein, Abzweigung von der L316 – Rein |             |
| L336              | Liebochtalstraße                                | Lieboch, Abzweigung von der B70 – Schirning, Einmündung in die L316                                                                          |             |
| L338              | Statteggerstraße                                | Graz-Andritz (L330) - Stattegg |             |
|                   |                                                 | |             |
| L340              | Mooskirchenerstraße                             | Söding, Abzweigung von der B70 – Lannach, Einmündung in die B76                                                                              |             |
| L341              | Kainacherstraße                                 | Voitsberg, Abzweigung von der Gemeindestraße – Krenhof, Einmündung in die B77                                                                |             |
| L343              | Hirscheggerstraße                               | Stampf, Abzweigung von der B70 – Hirschegg                                                                                                   |             |
| L344              | Modriacherstraße                                | Stampf, Abzweigung von der L343 – Modriach                                                                                                   |             |
| L345              | Piberstraße                                     | Köflach, Abzweigung von der B70 – Bärnbach, Einmündung in die L341                                                                           |             |
| L346              | St. Martiner-Straße                             | Pichling bei Köflach, Abzweigung von der B70 – Edelschrott, Einmündung in die B70                                                            |             |
| L347              | Mitterdorferstraße                              | Bärnbach, Abzweigung von der L341 – Rosental an der Kainach, Einmündung in die B70                                                           |             |
| L348              | Teigitschgrabenstraße                           | Gaisfeld, Abzweigung von der B70 – Ritzbauernkapelle                                                                                         |             |
| L349              | Unterwalderstraße                               | Ligist, Abzweigung von der L314 – Unterwald                                                                                                  |             |
| L350              | St. Pankrazen-Straße                            | Stübinggraben, Abzweigung von der L315 – Stiwoll, Einmündung in die L336                                                                     |             |
| L352              | Tyrnauerstraße                                  | Passail, Abzweigung von der B64 – Schrems bei Frohnleiten, Einmündung in die B64                                                             |             |
| L353              | Heilbrunnerstraße                               | Weizklamm, Abzweigung von der B64 – Steg, Einmündung in die B72                                                                              |             |
| L354              | St. Kathreiner-Straße                           | Schmied in der Weiz, Abzweigung von der L353 – St. Kathrein am Offenegg                                                                      |             |
| L355              | Sommeralmstraße                                 | Brandlucken, Abzweigung von der L353 – Angerwirt, Einmündung in die L320                                                                     |             |
| L356              | Kleinsemmeringstraße                            | Pircha, Abzweigung von der B72 – Weiz, Einmündung in die Gemeindestraße (Hauptplatz)                                                         |             |
| L357              | Gollerstraße                                    | Kleinsemmering, Abzweigung von der L356 – Seilnergraben, Einmündung in die B64                                                               |             |
| L358              | Hartschmiedstraße                               | Gschwendt, Abzweigung von der L356 – Unterrossegg, Einmündung in die L357                                                                    |             |
| L359              | Kumbergstraße                                   | Frindorf, Abzweigung von der B72 – Kumberg                                                                                                   |             |
| L360              | Ilztalstraße                                    | Untergroßau, Abzweigung von der A2 – Büchl, Einmündung in die B72                                                                            |             |
| L361              | Etzersdorferstraße                              | Unterfladnitz, Abzweigung von der B64 – Lebing, Einmündung in die L409                                                                       |             |
| L362              | St. Ruprecht-Straße                             | St. Ruprecht an der Raab, Abzweigung von der B64 – Mitterdorf an der Raab, Einmündung in die B72                                             |             |
| L363              | Reichendorferstraße                             | Puch bei Weiz, Abzweigung von der L361 – Edlsee, Einmündung in die B54                                                                       |             |
| L364              | Eggersdorferstraße                              | Brodersdorf-Kühlhauser, Abzweigung von der B65 – Wollsdorf, Einmündung in die B72                                                            |             |
| L365              | Laßnitzthalstraße                               | Ludersdorf, Abzweigung von der B65 – Brunn-Schaufel, Einmündung in die L305                                                                  |             |
| L366              | Rittscheinstraße                                | Hofstätten an der Raab, Abzweigung von der B68 – Walkersdorf, Einmündung in die B66                                                          |             |
| L367              | Krumeggerstraße                                 | Schemerlhöhe, Abzweigung von der L305 – St. Marein bei Graz                                                                                  |             |
| L368              | Schillingsdorferstraße                          | Schillingsdorf, Abzweigung von der B65 – Eggersdorf bei Graz, Einmündung in die L364                                                         |             |
| L369              | Vasoldsbergstraße                               | Hausmannstätten, Abzweigung von der B73 – Schemerlhöhe, Einmündung in die L305                                                               |             |
| L370              | Raabastraße                                     | Raaba, Abzweigung von der L311 – Hausmannstätten, Einmündung in die B73                                                                      |             |
| L371              | Mellacherstraße                                 | Hausmannstätten, Abzweigung von B73 – Wildon, Einmündung in die L215                                                                         |             |
| L372              | St. Ulrich-Straße                               | Hühnerberg, Abzweigung von der B73 – St. Ulrich am Waasen                                                                                    |             |
| L373              | Bierbaumerstraße                                | Unterpremstätten, Abzweigung von der L303 – Laasiedlung, Einmündung in die B67                                                               |             |
| L374              | Muttendorferstraße                              | Unterpremstätten, Abzweigung von der L303 – Lannach, Einmündung in die B76                                                                   |             |
| L375              | Purgstallstraße                                 | Muttendorf, Abzweigung von der L374 – Muttendorfberg                                                                                         |             |
| L376              | Premstättenerstraße                             | Oberpremstätten, Abzweigung von der L303 – Spatenhof, Einmündung in die B70                                                                  |             |
| L378              | Haselsdorferstraße                              | Tobelbad, Abzweigung von der B70 – Haselsdorf, Einmündung in die L336                                                                        |             |
| L380              | Wundschuhstraße                                 | Laa, Abzweigung von der L373 – Zwaring, Einmündung in die L303                                                                               |             |
| L381              | Großsulzstraße                                  | Großsulz, Abzweigung von der B67 – Wundschuh, Einmündung in die L380                                                                         |             |
| L382              | Steinbergstraße                                 | Steinberg, Abzweigung von der L301 – Altreiteregg, Einmündung in die L315                                                                    |             |
| L383              | Dobleggerstraße                                 | Waldhof, Abzweigung von der L301 – Söding, Einmündung in die B70                                                                             |             |
| L384              | Nestelbachstraße                                | Schemerlhöhe, Abzweigung von der L305 – Laßnitzthal, Einmündung in die L365                                                                  |             |
| L385              | Übelbachstraße                                  | Peggau, Abzweigung von der L121 – Neuhof |             |
| L386              | Hinterleitenstraße                              | Anger, Abzweigung von der L318 – Rechberg, Einmündung in die B64                                                                             |             |
| L387              | Niederschöcklstraße                             | Pölzenkapelle, Abzweigung von der L319 – Mölten, Einmündung in die L329                                                                      |             |
| L389              | Steinbruchstraße                                | Aichegg, Abzweigung von der L317 – Steinbruch Aichegg                                                                                        |             |
| L390              | Grambacherstraße                                | Gössendorf, Abzweigung von der B73 – Grambach, Einmündung in die L370                                                                        |             |
| L391              | Unterfeistritzstraße                            | Hart-Puch, Abzweigung von der B72 – Unterfeistritz, Einmündung in die L361                                                                   |             |
| L392              | Ilzbergstraße                                   | Lingstätten, Abzweigung von der L361 – Külml, Einmündung in die L391                                                                         |             |
| L393              | Harlstraße                                      | Unterharl, Abzweigung von der L361 – Külml, Einmündung in die L391                                                                           |             |
| L394              | Römerbachstraße                                 | Pischelsdorf, Abzweigung von der B54 – Kroisbach an der Feistritz, Einmündung in die L403                                                    |             |
| L395              | Messendorferstraße                              | Raaba, Abzweigung von der L370 – Graz-Engelsdorf, Einmündung in die B67a                                                                     |             |
| L396              | Wöllingstraße                                   | Neudorf, Abzweigung von der L318 – Wölling, Einmündung in die L318                                                                           |             |
| L397              | Gradenfelderstraße                              | Unterpremstätten, Abzweigung von der L373 – Gradenfeld, Einmündung in die L380                                                               |             |
| L398              | Hilmteichstraße                                 | Graz-St. Leonhard, Abzweigung von der B65 – Graz-Kroisbach, Einmündung in die B72                                                            |             |
| L401              | Hartbergerstraße                                | Lebing, Abzweigung von der B54 – Fürstenfeld, Einmündung in die B319                                                                         |             |
| L402              | Burgauerstraße                                  | Bierbaum an der Safen, Abzweigung von der L401 – Landesgrenze zum Burgenland bei Burgau                                                      |             |
| L403              | Feistritztalstraße                              | Kaibing, Abzweigung von der B54 – Großwilfersdorf, Einmündung in die B319                                                                    |             |
| L404              | Ilzerstraße                                     | Ilz, Abzweigung von der B65 – Großhartmannsdorf, Einmündung in die L403                                                                      |             |
| L405              | Vorauerstraße                                   | Birkfeld, Abzweigung von der B72 – Rohrbach an der Lafnitz, Einmündung in die L422                                                           |             |
| L406              | Schloffereckstraße                              | Schloffereck, Abzweigung von der L405 – Schildbach, Einmündung in die B54                                                                    |             |
| L407              | Feistritzsattelstraße                           | Ratten, Abzweigung von der B72 – Landesgrenze zu Niederösterreich am Feistritzsattel                                                         |             |
| L408              | Wenigzellerstraße                               | Ratten, Abzweigung von der L407 – Vorau, Einmündung in die L405                                                                              |             |
| L409              | Feistritzklammstraße Kaibing                    | Oberfeistritz, Abzweigung von der B72 – Kaibing, Einmündung in die B54                                                                       |             |
| L411              | Lafnitztalstraße                                | St. Johann in de Haide, Abzweigung von der B50 – Burgau, Einmündung in die L402                                                              |             |
| L412              | Ebersdorferstraße                               | Kaindorf, Abzweigung von der B54 – Sebersdorf, Einmündung in die L401                                                                        |             |
| L413              | Dienersdorferstraße                             | Winzendorf, Abzweigung von der L406 – Kaindorf, Einmündung in die B54                                                                        |             |
| L414              | Tiefenbacherstraße                              | Langstraße, Abzweigung von der B54 – Kagl, Einmündung in die L409                                                                            |             |
| L415              | Kreuzwirtstraße                                 | Wenigzell, Abzweigung von der L408 – Kreuzwirt, Einmündung in die L405                                                                       |             |
| L416              | Waldbacherstraße                                | In der Leiten, Abzweigung von der L408 – Reinberg, Einmündung in die L405                                                                    |             |
| L417              | Neustifterstraße                                | Lafnitz, Abzweigung von der L422 – Landesgrenze zum Burgenland in Neustift an der Lafnitz                                                    |             |
| L421              | Ringkogelstraße                                 | Hartberg, Abzweigung von der B54 – Ringkogel                                                                                                 |             |
| L422              | Friedbergerstraße                               | Grafendorf bei Hartberg, Abzweigung von der B54 – Wiesenhöf, Einmündung in die B54                                                           |             |
| L423              | Elsenauerstraße                                 | Schäffernsteig, Abzweigung von der B63 – Landesgrenze zu Niederösterreich in Laglmühle                                                       |             |
| L424              | Schäffernstraße                                 | Laglmühle, Abzweigung von der L423 – Schäffern, Einmündung in die A2                                                                         |             |
| L425              | Tauchenerstraße                                 | Steirisch-Tauchen, Abzweigung von der B54 – Landesgrenze zu Niederösterreich in Tauchen                                                      |             |
| L426              | St. Lorenzener-Straße                           | Dechantskirchen, Abzweigung von der L422 – St. Lorenzen am Wechsel                                                                           |             |
| L427              | Festenburgerstraße                              | Bruck an der Lafnitz, Abzweigung von der L416 – Festenburg                                                                                   |             |
| L428              | St. Jakob-Straße                                | Waldbach, Abzweigung von der L416 – Ebenviertel, Einmündung in die L408                                                                      |             |
| L429              | Eichbergerstraße                                | Rohrbach an der Lafnitz, Abzweigung von der L405 – Lehnermühle, Einmündung in die L405                                                       |             |
| L430              | Stift-Vorau-Straße                              | Vorau, Abzweigung von der L405 – Stift Vorau                                                                                                 |             |
| L431              | Pöllaubergstraße Pöllauberg                     | Pöllau, Abzweigung von der L406 – Masenberg, Enzianwiese                                                                                     |             |
| L432              | Rabenwalderstraße                               | Stubenberg am See, Abzweigung von der L409 – Pöllau, Einmündung in die L406                                                                  |             |
| L433              | Stubenbergerstraße                              | Kagl, Abzweigung von der L409 – Stubenberg am See, Einmündung in die L432                                                                    |             |
| L434              | Wörtherstraße                                   | Wörth an der Lafnitz, Abzweigung von der L411 – Landesgrenze zum Burgenland                                                                  |             |
| L435              | Limbachstraße                                   | Sebersdorf, Abzweigung von der L401 – Neudau, Einmündung in die L411                                                                         |             |
| L436              | Sebersdorferstraße                              | Großhartmannsdorf, Abzweigung von der L403 – Sebersdorf, Einmündung in die L412                                                              |             |
| L437              | Hohenbruggerstraße                              | Hainersdorf, Abzweigung von der L403 – Bad Waltersdorf, Einmündung in die L401                                                               |             |
| L438              | Lindeggerstraße                                 | Riegersdorf, Abzweigung von der L403 – Bad Blumau, Einmündung in die L401                                                                    |             |
| L439              | Jobsterstraße                                   | Altenmarkt bei Fürstenfeld, Abzweigung von der B319 – Lindegg, Einmündung in die L438                                                        |             |
| L440              | Blumauerstraße                                  | Bad Blumau, Abzweigung von der L401 – Weinseißmühle, Einmündung in die L402                                                                  |             |
| L441              | Neudorferstraße                                 | Ilz, Abzweigung von der B65 – Riegersdorf, Einmündung in die L403                                                                            |             |
| L442              | Söchauerstraße                                  | Walkersdorf, Abzweigung von der B66 – Übersbach, Einmündung in die L207                                                                      |             |
| L443              | Neudaubergerstraße                              | Neudau, Abzweigung von der L411 – Landesgrenze zum Burgenland                                                                                |             |
| L444              | Loipersdorferstraße Therme Loipersdorf          | Fürstenfeld, Abzweigung von der L207 – Landesgrenze zum Burgenland bei der Therme Loipersdorf                                                |             |
| L445              | Gillersdorferstraße                             | Dietersdorf bei Fürstenfeld, Abzweigung von der L444 – Landesgrenze zum Buirgenland in Gillersdorf                                           |             |
| L446              | Lungitztalstraße                                | Grafendorf bei Hartberg, Abzweigung von der L422 – St. Johann in der Haide, Einmündung in die B50                                            |             |
| L447              | Hochstraße                                      | Friedberg, Abzweigung von der L422 – Hochstraße, Einmündung in die B54                                                                       |             |
| L448              | Gschaiderstraße                                 | Birkfeld, Abzweigung von der L405 – Pöllau, Einmündung in die L406                                                                           |             |
| L449              | Wetterkreuzstraße                               | Wetterkreuz, Abzweigung von der L408 – Kreuzwirt, Einmündung in die L405                                                                     |             |
| L450              | Eggendorferstraße                               | Klaffenau, Abzweigung von der B50 – Hartberg, Stadtgrenze                                                                                    |             |
| L451              | Schindergrabenstraße                            | Kleinlandl, Abzweigung von der B72 – Fischbach, Einmündung in die L114                                                                       |             |
| L452              | Steinstraße                                     | Saubergen, Abzweigung von der L444 – Stein                                                                                                   |             |
| L453              | Breitenbrunnerstraße                            | Waldbach, Abzweigung von der L416 – Breitenbrunn                                                                                             |             |
| L454              | Großwilfersdorferstraße                         | Großwilfersdorf, Abzweigung von der B319 – Söchau, Einmündung in die L442                                                                    |             |
| L455              | Weinbergstraße                                  | Oberbuch, Abzweigung von der L401 – St. Magdalena am Lemberg                                                                                 |             |
| L456              | Hirnsdorferstraße                               | Hirnsdorf, Abzweigung von der B54 – St. Johann bei Herberstein, Einmündung in die L409                                                       |             |
| L457              | Haslauerstraße                                  | Haslau, Abzweigung von der L104 – Heilbrunn, Einmündung in die L353                                                                          |             |
| L458              | Stralleggerstraße                               | Reindl, Abzweigung von der B72 – Wetterkreuz, Einmündung in die L449                                                                         |             |
| L459              | Hackerbergerstraße                              | Torteichstraße in der Gemeinde Neudau | 0,523       |
| L460              | Thermenstraße                                   | Bad Waltersdorf, Abzweigung von der L401 – Wagerberg                                                                                         |             |
| L501              | Katschtalstraße                                 | Unterdorf, Abzweigung von der B96 – Tratten, Einmündung in die B96                                                                           |             |
| L502              | St. Lambrechter-Straße                          | Neumarkt, Abzweigung von der B317 – Murau, Einmündung in die B96                                                                             |             |
| L503              | Rattenbergerstraße                              | Knittelfeld, Abzweigung von der L518 – Pöls, Einmündung in die B114                                                                          |             |
| L504              | Lobmingerstraße                                 | Knittelfeld, Abzweigung von der L518 – Birkerhöhe, Einmündung in die B77                                                                     |             |
| L511              | Flattnitzerstraße                               | Stadl an der Mur, Abzweigung von der B97 – Landesgrenze zu Kärnten, Paalbachbrücke                                                           |             |
| L512              | Greimerstraße                                   | Oberwölz, Abzweigung von der B75 – St. Peter am Kammersberg, Einmündung in die L501                                                          |             |
| L513              | Lambachbichlstraße                              | Teufenbach, Abzweigung von der B96 – Rußdorf, Einmündung in die L502                                                                         |             |
| L514              | Hocheggerstraße                                 | Probstei, Abzweigung von der B114 – Schiltern, Einmündung in die B75                                                                         |             |
| L515              | Gaalerstraße                                    | Sachendorf, Abzweigung von der L503 – Lanzalm                                                                                                |             |
| L516              | Hetzendorferstraße Einbahnast                   | Gabelhofensiedlung, Abzweigung von der S36 – Fohnsdorf, Einmündung in die L503                                                               |             |
| L517              | Seckauerstraße                                  | Kobenz, Abzweigung von der L518 – Bischoffeld, Einmündung in die L515                                                                        |             |
| L518              | Murtal Begleitstraße                            | St. Michael, Abzweigung von der B116 – Gabelhofensiedlung, Einmündung in die B77                                                             |             |
| L521              | Preberstraße                                    | Pistrach, Abzweigung von der B96 – Landesgrenze zu Salzburg                                                                                  |             |
| L522              | Krakaudorferstraße                              | Seebach, Abzweigung von der B96 – Moos, Einmündung in die L521                                                                               |             |
| L523              | Stolzstraße                                     | Tratten, Abzweigung von der L501 – Planitzen                                                                                                 |             |
| L524              | Auenwinkelstraße                                | Stampfer, Abzweigung von der L502 – Landesgrenze zu Kärnten in Auen                                                                          |             |
| L525              | Zeutschacherstraße                              | Neumarkt in der Steiermark, Abzweigung von der B317 – Zeutschach                                                                             |             |
| L526              | Schönbergerstraße                               | Dürnberg, Abzweigung von der L514 – Schönberg bei Niederwölz                                                                                 |             |
| L527              | Lachtalstraße Lachtal                           | Sagmeister, Abzweigung von der L514 – Lachtalhaus                                                                                            |             |
| L528              | Pusterwaldstraße                                | Möderbrugg, Abzweigung von der B114 – Scharnitzgrabenbrücke                                                                                  |             |
| L529              | Bretsteinerstraße                               | Zistl, Abzweigung von der L528 – Bretstein-Gassen                                                                                            |             |
| L530              | St. Oswalder-Straße                             | Möderbrugg, Abzweigung von der B114 – Probstei, Einmündung in die B114                                                                       |             |
| L532              | Unzmarkterstraße Bhf. Unzmarkt                  | Unzmarkt, Abzweigung von der B317 – Frauenburg                                                                                               |             |
| L533              | Götzendorferstraße                              | Katzling, Abzweigung von der B114 – Pöls, Einmündung in die L503                                                                             |             |
| L534              | Strettwegerstraße                               | Judenburg, Abzweigung von der B77 – Allerheiligen, Einmündung in die L503                                                                    |             |
| L535              | Wasendorferstraße                               | Gabelhofensiedlung, Abzweigung von der B77 – Dietersdorf, Einmündung in die L503                                                             |             |
| L536              | Aichdorferstraße                                | Aichdorf, Abzweigung von der L518 – Fohnsdorf, Einmündung in die L516                                                                        |             |
| L537              | Zeltwegerstraße                                 | Zeltweg, Abzweigung von der L518 – Weißkirchen, Einmündung in die B77                                                                        |             |
| L539              | St. Wolfganger-Straße, St. Wolfgang             | Obdach, Abzweigung von der B78 – St. Wolfgang                                                                                                |             |
| L540              | Lavanteggstraße                                 | Obdacher Sattel, Abzweigung von der B78 – St. Anna, Feriensiedlung                                                                           |             |
| L541              | Ameringerstraße                                 | Kathal i. Obdachegg, Abzweigung von der B78 – St. Georgen im Obdachegg                                                                       |             |
| L542              | Feistritzerstraße                               | Großfeistritz, Abzweigung von der B77 – Kleinfeistritz                                                                                       |             |
| L543              | Möbersdorferstraße                              | Großlobming, Abzweigung von der L504 – Fisching, Einmündung in die B78                                                                       |             |
| L544              | Flatschacherstraße                              | Zeltweg, Abzweigung von der L518 – Flatschach, Einmündung in die L503                                                                        |             |
| L545              | Stadlhoferstraße                                | Stadlhof, Abzweigung von der L518 – Maßweg, Einmündung in die L503                                                                           |             |
| L546              | Stolzalpenstraße                                | Murau, Abzweigung von der B96 – Landeskrankenhaus Stolzalpe                                                                                  |             |
| L548              | Sachendorferstraße                              | Knittelfeld, Einmündung in die L518 – Sachendorf, Abzweigung von der L503                                                                    |             |
| L550              | Kobenzerstraße                                  | Knittelfeld, Stadtgrenze – Kobenz, Einmündung in die L518                                                                                    |             |
| L551              | St. Mareiner-Straße                             | Fentsch, Abzweigung von der L518 – Feistritz bei Knittelfeld, Einmündung in die L518                                                         |             |
| L552              | Prankherstraße                                  | Prankh, Abzweigung von der L551 – Wasserleith                                                                                                |             |
| L553              | Pregerstraße                                    | Kaisersberg, Abzweigung von der L518 – Knittelfeld, Einmündung in die L518                                                                   |             |
| L554              | Rachauerstraße                                  | St. Margarethen bei Knittelfeld, Abzweigung von der L553 – Rachau                                                                            |             |
| L555              | Gleinerstraße                                   | Vordere Rachau, Abzweigung von der L554 – Glein                                                                                              |             |
| L556              | St. Lorenzener-Straße                           | Mauth, Abzweigung von der L518 – St. Lorenzen bei Knittelfeld                                                                                |             |
| L601              | Schröttenstraße                                 | Wildon, Abzweigung von der B67 – Deutschlandsberg, Einmündung in die B76                                                                     |             |
| L602              | Schönbergstraße                                 | Kaindorf an der Sulm, Abzweigung von der B74 – Schönberg an der Laßnitz                                                                      |             |
| L603              | Weitendorferstraße                              | Kainach bei Wildon, Abzweigung von der L601 – Zwaring, Einmündung in die L303                                                                |             |
| L604              | Arnfelserstraße                                 | Arnfels, Abzweigung von der B69 – Heimschuh, Einmündung in die B74                                                                           |             |
| L605              | Pölfing-Brunner-Straße                          | Graschach, Abzweigung von der B74 – Altenmarkt, Einmündung in die B76                                                                        |             |
| L606              | Hebalmstraße                                    | Frauental an der Laßnitz, Abzweigung von der B76 – Hebalm, Landesgrenze zu Kärnten                                                           |             |
| L607              | Lebingerstraße                                  | Kelzen (Groß St. Florian), Abzweigung von der L637 – Lebing (Groß St. Florian), Einmündung in die L601                                       | 3,323       |
| L611              | Leibnitzerstraße                                | Wagna, Abzweigung von der B67 – Kaindorf an der Sulm, Einmündung in die B74                                                                  |             |
| L612              | Vogauerstraße                                   | Landscha an der Mur, Abzweigung von der B67 – Ehrenhausen, Einmündung in die B69                                                             |             |
| L613              | Grenzland-Weinstraße                            | Ehrenhausen, Abzweigung von der B69 – Leutschach, Einmündung in die B69                                                                      |             |
| L614              | Langeggstraße                                   | Schloßberg, Abzweigung von der L613 – Langegg, Staatsgrenze zu Slowenien                                                                     |             |
| L615              | Gündorferstraße                                 | Gleinstätten, Abzweigung von der B74 – Gündorf, Einmündung in die L604                                                                       |             |
| L616              | Wolfsbergerstraße                               | Vorort, Abzweigung von der B73 – Ungerdorf, Einmündung in die L203                                                                           |             |
| L617              | Mettersdorferstraße                             | Preding, Abzweigung von der L601 – Stainz, Einmündung in die B76                                                                             |             |
| L618              | Freilandstraße                                  | Deutschlandsberg, Abzweigung von der B76 – Freiland bei Deutschlandsberg, Einmündung in die L606                                             |             |
| L619              | Weinebenstraße Glashütten                       | Deutschlandsberg, Abzweigung von der B76 – Weinebene, Landesgrenze zu Kärnten                                                                |             |
| L621              | Wagnastraße                                     | Wagna, Abzweigung von der L611 – Gamlitz, Einmündung in die B69                                                                              |             |
| L622              | Gersdorferstraße                                | Spielfeld, Abzweigung von der B67 – Streitfeld, Einmündung in die B69                                                                        |             |
| L623              | St. Veiter-Straße Wagendorf                     | Straß in der Steiermark, Abzweigung von der B69 – St. Veit am Vogau, Einmündung in die L208a                                                 |             |
| L624              | Schwarzautalstraße                              | Wagendorf, Abzweigung von der L208 – Vorort, Einmündung in die B73                                                                           |             |
| L625              | Gabersdorferstraße                              | Ragnitz, Abzweigung von der B73 – Landscha an der Mur, Einmündung in die B67                                                                 |             |
| L626              | Stiefingtalstraße                               | Gerbersdorf, Abzweigung von der L215 – Ragnitz, Einmündung in die B73                                                                        |             |
| L627              | Harterstraße                                    | Hart bei Wildon, Abzweigung von der L215 – St. Georgen an der Stiefing, Einmündung in die L626                                               |             |
| L628              | Prosdorferstraße                                | Langfeld, Abzweigung von der L215 – Prosdorf, Einmündung in die B73                                                                          |             |
| L629              | Allerheiligenstraße                             | Inzenhof, Abzweigung von der L371 – Feiting-Siebing, Einmündung in die L628                                                                  |             |
| L630              | St. Margarethen-Straße                          | St. Margarethen bei Lebring, Abzweigung von der B67 – Stangersdorf, Einmündung in die L602                                                   |             |
| L631              | Kaindorferstraße                                | Kaindorf an der Sulm, Abzweigung von der B74 – Leibnitz, Einmündung in die L611                                                              |             |
| L632              | Eckbergstraße                                   | Gamlitz, Abzweigung von der B69 – Sulz, Einmündung in die L613                                                                               |             |
| L633              | Glanzerstraße                                   | Gasthof Mahorko, Abzweigung von der L613 – Langegg, Einmündung in die L614                                                                   |             |
| L634              | St. Nikolai-Straße                              | Muggenau, Abzweigung von der B74 – Schrötten an der Laßnitz, Einmündung in die L601                                                          |             |
| L635              | Lamperstättenstraße                             | Muggenau, Abzweigung von der L634 – Zehndorf, Einmündung in die L303                                                                         |             |
| L636              | Sausaler Weinstraße                             | Höfern, Abzweigung von der L303 – Fresing, Einmündung in die B74                                                                             |             |
| L637              | Sulzhofstraße                                   | Groß St. Florian, Abzweigung von der L601 – Gleinstätten, Einmündung in die B74                                                              |             |
| L638              | Lasselsdorferstraße                             | Stallhof, Abzweigung von der L617 – Groß St. Florian, Einmündung in die L601                                                                 |             |
| L639              | Wohlsdorferstraße                               | Wohlsdorf, Abzweigung von der L601 – Kobald, Einmündung in die L303                                                                          |             |
| L640              | St. Josef-Straße                                | Teipl, Abzweigung von der B76 – St. Josef |             |
| L641              | Zirknitzstraße                                  | St. Stefan ob Stainz, Abzweigung von der L314 – Schlieb, Einmündung in die B76                                                               |             |
| L642              | Sauerbrunnstraße                                | Stainz, Abzweigung von der L314 – Marhof |             |
| L643              | Gamsstraße Laßnitz                              | Stainz, Abzweigung von der L642 – Freidorf, Einmündung in die L601                                                                           |             |
| L644              | Laßnitzstraße                                   | Frauental an der Laßnitz, Abzweigung von der L643 – Laßnitz, Einmündung in die B76                                                           |             |
| L645              | Salleggerstraße                                 | Stainz, Abzweigung von der L643 – St. Oswald in Freiland, Einmündung in die L606                                                             |             |
| L646              | Osterwitzerstraße                               | Freiland bei Deutschlandsberg, Abzweigung von der L606 – Osterwitz                                                                           |             |
| L647              | Geipersdorferstraße                             | Deutschlandsberg, Abzweigung von der L618 – Geipersdorf, Einmündung in die L606                                                              |             |
| L648              | Schwanbergstraße                                | Moos, Abzweigung von der B74 – Schwanberg, Einmündung in die B76                                                                             |             |
| L649              | Garanasstraße                                   | Schwanberg, Abzweigung von der B76 – Garanas                                                                                                 |             |
| L650              | Kremserkoglstraße                               | Schwanberg, Abzweigung von der L649 – St. Anna ob Schwanberg                                                                                 |             |
| L652              | Wernersdorferstraße St. Katharina in der Weil   | Altenmarkt, Abzweigung von der B76 – St. Oswald ob Eibiswald, Einmündung in die B69                                                          |             |
| L653              | Pitschgaustraße                                 | Haselbach, Abzweigung von der B69 – Wies, Einmündung in die L605                                                                             |             |
| L654              | St. Ulrich-Straße                               | Gasselsdorf, Abzweigung von der L605 – Bischofegg, Einmündung in die B69                                                                     |             |
| L655              | St. Lorenzen-Straße                             | Aibl, Abzweigung von der B69 – Mauthnereck, Einmündung in die B69                                                                            |             |
| L656              | Leibenfelderstraße                              | Leibenfeld, Abzweigung von der B76 – Deutschlandsberg, Einmündung in die L618                                                                |             |
| L657              | Sommerebenstraße                                | Lemsitz, Abzweigung von der L314 – Hochstraßen, Einmündung in die L314                                                                       |             |
| L658              | Wuggauerstraße                                  | Kitzelsdorf, Abzweigung von der B69 – Saggau, Einmündung in die L604                                                                         |             |
| L659              | Schloßbergerstraße                              | Schloßberg, Abzweigung von der L613 – Heiligengeist, Staatsgrenze zu Slowenien                                                               |             |
| L660              | Platscherstraße                                 | Zieregg, Abzweigung von der L613 – Platsch, Staatsgrenze zu Slowenien                                                                        |             |
| L661              | Großklein-Straße                                | Fresing, Abzweigung von der B74 – Großklein, Einmündung in die L604                                                                          |             |
| L662              | Seggaubergstraße                                | Kogelberg, Abzweigung von der B74 – Seggauberg                                                                                               |             |
| L663              | Lebringstraße                                   | Lebring, Abzweigung von der B67 – Haslach, Einmündung in die L626                                                                            |             |
| L664              | Badendorferstraße                               | Haslach, Abzweigung von der L626 – Edelsee, Einmündung in die B73                                                                            |             |
| L665              | Wasserwerkstraße                                | Leibnitz, Abzweigung von der L611 – Leibnitz, Einmündung in die B67                                                                          |             |
| L667              | Pirkhofstraße                                   | Fluttendorf, Abzweigung von der L340 – Unterzirknitz, Einmündung in die L641                                                                 |             |
| L668              | Kopreinigstraße                                 | St. Ulrich in Greith, Abzweigung von der L654 – Brunn, Einmündung in die L605                                                                |             |
| L669              | Pohlheimerstraße                                | Leibnitz, Abzweigung von der L611 – Silberberg, Einmündung in die B74                                                                        |             |
| L670              | Lieschengrabenstraße                            | Oberhaag, Abzweigung von der B69 – Hofstatt                                                                                                  |             |
| L671              | Graßnitzbergstraße                              | Spielfeld, Abzweigung von der L675 – Graßnitzberg, Einmündung in die L613                                                                    |             |
| L672              | Retzneistraße                                   | Aflenz an der Sulm, Abzweigung von der L621 – Ehrenhausen, Einmündung in die B69                                                             |             |
| L673              | Kohlbergstraße                                  | Unterhaag, Abzweigung von der B69 – Altenbach                                                                                                |             |
| L674              | Mantracherstraße                                | Maierhof, Abzweigung von der B74 – Kleinklein, Einmündung in die L661                                                                        |             |
| L675              | Spielfeldstraße                                 | Ehrenhausen, Abzweigung von der B69 – Spielfeld, Einmündung in die B67                                                                       |             |
| L676              | Untervogaustraße                                | Untervogau, Abzweigung von der B67 – St. Veit am Vogau, Einmündung in die L623                                                               |             |
| L678              | Wellingtalstraße                                | Heimschuh, Abzweigung von der B74 – Kitzeck im Sausal, Einmündung in die L636                                                                |             |
| L679              | Techensdorferstraße                             | Sajach, Abzweigung von der L625 – Techensdorf, Einmündung in die L624                                                                        |             |
| L680              | Marchtringstraße                                | Sitzstatt, Abzweigung von der L268 – Ginegg, Einmündung in die L616                                                                          |             |
| L681              | Straßerstraße                                   | Spielfeld, Abzweigung von der B67 – Straß in Steiermark, Einmündung in die B69                                                               |             |
| L682              | Kraftwerkstraße                                 | Neudorf ob Wildon, Abzweigung von der B67 – Greith                                                                                           |             |
| L701              | Koppentalstraße                                 | Bad Aussee, Abzweigung von der B145 – Landesgrenze zu Oberösterreich                                                                         |             |
| L702              | Altausseerstraße                                | Bad Aussee, Abzweigung von der L701 – Hinterposern                                                                                           |             |
| L702a             | Wimmtrasse                                      | Reitern, Abzweigung von der B145 – Altaussee, Einmündung in die L702                                                                         |             |
| L703              | Grundlseerstraße                                | Bad Aussee, Abzweigung von der L702 – Gößl                                                                                                   |             |
| L704              | Sölkpassstraße                                  | Gröbming, Abzweigung von der B320 – Schöder, Einmündung in die L501                                                                          |             |
| L705              | Erbstraße                                       | St. Gallen, Abzweigung von der B117 – Großreifling, Einmündung in die B115                                                                   |             |
| L711              | Ramsauerstraße                                  | Schladming, Abzweigung von der B320 – Landesgrenze zu Salzburg                                                                               |             |
| L712              | Steinerstraße                                   | Pruggern, Abzweigung von der B320 – St. Martin am Grimming                                                                                   |             |
| L713              | Kaiseraustraße                                  | Trieben, Abzweigung von der B113 – Admont, Einmündung in die B146                                                                            |             |
| L714              | Salzastraße                                     | Großreifling, Abzweigung von der B115 – Palfau, Einmündung in die B25                                                                        |             |
| L715              | Hengstpassstraße                                | Sonndorf, Landesgrenze zu Oberösterreich – Weißenbach an der Enns, Einmündung in die B117                                                    |             |
| L721              | Gleimingstraße                                  | Gleiming, Abzweigung von der B320 – Landesgrenze zu Salzburg                                                                                 |             |
| L722              | Rohrmooserstraße                                | Schladming, Abzweigung von der L711 – Mautstelle Hochwurzen                                                                                  |             |
| L723              | Untertalstraße                                  | Rohrmoos, Abzweigung von der L722 – Rohrmoos-Untertal                                                                                        |             |
| L724              | Planaistraße                                    | Schladming, Abzweigung von der B320 – Mautstelle Planai                                                                                      |             |
| L725              | Rössingstraße                                   | Ruperting, Abzweigung von der B320 – Ramsau am Dachstein, Einmündung in die L711                                                             |             |
| L726              | Kleinsölkerstraße                               | Stein an der Enns, Abzweigung von der L712 – Kleinsölk                                                                                       |             |
| L727              | Gröbmingerstraße                                | Gröbming, Abzweigung von der B320 – Moosheim, Einmündung in die L712                                                                         |             |
| L728              | Mitterbergstraße                                | Tipschern, Abzweigung von der B320 – Kaindorf, Einmündung in die L704                                                                        |             |
| L729              | Paß-Stein-Straße                                | Bad Mitterndorf, Abzweigung von der L730 – Tipschern                                                                                         |             |
| L730              | Mitterndorferstraße                             | Bad Mitterndorf, Abzweigung von der B145 – Zauchen, Einmündung in die B145                                                                   |             |
| L731              | Radlingstraße Radling                           | Bad Aussee, Abzweigung von der L703 – Äußere Kainisch, Einmündung in die B145                                                                |             |
| L732              | Tauplitzstraße Schrödis                         | Furt, Abzweigung von der B145 – Tauplitz |             |
| L733              | Pürggerstraße                                   | Untergrimming, Abzweigung von der B145 – Pürgg                                                                                               |             |
| L734              | Öblarnerstraße                                  | Öblarn, Abzweigung von der L712 – Falkenburg, Einmündung in die B75                                                                          |             |
| L735              | Espangerstraße                                  | Espang, Abzweigung von der B320 – Einmündung in die L734                                                                                     |             |
| L736              | Raumbergerstraße                                | Irdning, Abzweigung von der B75 – Raumberg                                                                                                   |             |
| L738              | Planneralmstraße                                | Donnersbach, Abzweigung von der B75 – Planneralm, Mautstelle                                                                                 |             |
| L739              | Oppenbergerstraße                               | Strechau, Abzweigung von der B113 – Oppenberg                                                                                                |             |
| L740              | Lassingerstraße                                 | Liezen, Abzweigung von der B138 – Melzen, Einmündung in die B113                                                                             |             |
| L741              | Aigenerstraße                                   | Irdning, Abzweigung von der B75 – Döllach, Einmündung in die L740                                                                            |             |
| L742              | Wörschacherstraße Maitschern                    | Wörschach, Abzweigung von der B320 – Ketten, Einmündung in die L741                                                                          |             |
| L743              | Johnsbachstraße                                 | Gesäuse, Abzweigung von der B146 – Johnsbach                                                                                                 |             |
| L744              | Mooslandlstraße                                 | Mooslandl, Abzweigung von der B25 – Kirchenlandl, Einmündung in die B115                                                                     |             |
| L746              | Trautenfelserstraße                             | Schloss Trautenfels, Abzweigung von der B320 – Trautenfels, Einmündung in die B75                                                            |             |
| Gesamtlänge in km | Gesamtlänge in km                               | Gesamtlänge in km | 3.349       |

## Nachweise und Anmerkungen
1. ↑  Land Steiermark: Straßennetz – Straßenverzeichnis
2. 1 2 3 4  Straßennetz – Straßenverzeichnis (Memento des Originals vom 28. Juli 2013 im Internet Archive)  Info: Der Archivlink wurde automatisch eingesetzt und noch nicht geprüft. Bitte prüfe Original- und Archivlink gemäß Anleitung und entferne dann diesen Hinweis., verkehr.steiermark.at, abgerufen am 29. November 2019.
3. 1 2 3 4 5 6  Die alte B335 wurde nach Fertigstellung der S35 weitgehend gänzlich rückgebaut, sie bildet die L121 Brucker Begleitstraße
4. ↑  seit 19. November 2019; Grazer Zeitung vom 29. November 2019, Stück 48.